# San Francisco Tutepetongo
San Francisco Tutepetongo är en ort i Mexiko.   Den ligger i kommunen San Juan Bautista Cuicatlán och delstaten Oaxaca, i den sydöstra delen av landet, 300 km sydost om huvudstaden Mexico City. San Francisco Tutepetongo ligger 1 566 meter över havet och antalet invånare är 694.
Terrängen runt San Francisco Tutepetongo är kuperad åt sydväst, men åt nordost är den bergig. Runt San Francisco Tutepetongo är det mycket glesbefolkat, med 3 invånare per kvadratkilometer. Närmaste större samhälle är San Juan Bautista Cuicatlán, 12,7 km nordväst om San Francisco Tutepetongo. I omgivningarna runt San Francisco Tutepetongo växer huvudsakligen savannskog.